# Harrison
Harrison je priimek več oseb:
- Desmond Harrison, britanski general
- Eric George William Wade Harrison, britanski general
- James Murray Robert Harrison, britanski general
- Thomas Carleton Harrison, britanski general